# Campeonato Sub-17 de la AFC del 2000
El Campeonato Sub-17 de la AFC de 2000.
El torneo organizado por la Confederación Asiática de Fútbol, es clasificatorio para la Copa Mundial de Fútbol Sub-17 de 2001 a realizarse en Trinidad y Tobago, entregando tercer cupos para el Mundial.

## Resultados

### Primera fase

#### Grupo A
| Equipo   | Pts | PJ | PG | PE | PP | GF | GC | Dif |
| -------- | --- | -- | -- | -- | -- | -- | -- | --- |
| Japón    | 12  | 4  | 4  | 0  | 0  | 14 | 1  | +13 |
| Vietnam  | 7   | 4  | 2  | 1  | 1  | 9  | 5  | +4  |
| China    | 6   | 4  | 2  | 0  | 2  | 13 | 12 | +1  |
| Birmania | 4   | 4  | 1  | 1  | 2  | 4  | 7  | -3  |
| Nepal    | 0   | 4  | 0  | 0  | 4  | 2  | 17 | -15 |

| Fecha            | Lugar   |          |                    | Resultado |                    |          |
| ---------------- | ------- | -------- | ------------------ | --------- | ------------------ | -------- |
| 3 de septiembre  | Đà Nẵng | China    | Bandera de China   | 6:2       | Bandera de Nepal   | Nepal    |
| 3 de septiembre  | Đà Nẵng | Vietnam  | Bandera de Vietnam | 0:2       | Japan              | Japón    |
| 5 de septiembre  | Đà Nẵng | Birmania | Bandera de Myanmar | 0:2       | Bandera de Japan   | Japón    |
| 5 de septiembre  | Đà Nẵng | Nepal    | Bandera de Nepal   | 0:5       | Vietnam            | Vietnam  |
| 7 de septiembre  | Đà Nẵng | Birmania | Bandera de Myanmar | 0:4       | Bandera de China   | China    |
| 7 de septiembre  | Đà Nẵng | Japón    | Bandera de Japan   | 3:0       | Bandera de Nepal   | Nepal    |
| 9 de septiembre  | Đà Nẵng | Nepal    | Bandera de Nepal   | 0:3       | Bandera de Myanmar | Birmania |
| 9 de septiembre  | Đà Nẵng | China    | Bandera de China   | 2:3       | Vietnam            | Vietnam  |
| 11 de septiembre | Đà Nẵng | Japón    | Bandera de Japan   | 7:1       | Bandera de China   | China    |
| 11 de septiembre | Đà Nẵng | Vietnam  | Vietnam            | 1:1       | Bandera de Myanmar | Birmania |

#### Grupo B
| Equipo    | Pts | PJ | PG | PE | PP | GF | GC | Dif |
| --------- | --- | -- | -- | -- | -- | -- | -- | --- |
| Irán      | 12  | 4  | 4  | 0  | 0  | 12 | 2  | +10 |
| Omán      | 9   | 4  | 3  | 0  | 1  | 11 | 7  | +4  |
| Bangladés | 6   | 4  | 2  | 0  | 2  | 4  | 7  | -3  |
| Tailandia | 3   | 4  | 1  | 0  | 3  | 4  | 9  | -5  |
| Kuwait    | 0   | 4  | 0  | 0  | 4  | 6  | 12 | -6  |

| Fecha            | Lugar   |            |                      | Resultado |                      |            |
| ---------------- | ------- | ---------- | -------------------- | --------- | -------------------- | ---------- |
| 4 de septiembre  | Đà Nẵng | Tailandia  | Bandera de Tailandia | 3:2       | Bandera de Kuwait    | Kuwait     |
| 4 de septiembre  | Đà Nẵng | Omán       | Bandera de Omán      | 1:2       | Irán                 | Irán       |
| 6 de septiembre  | Đà Nẵng | Irán       | Bandera de Irán      | 3:0       | Bandera de Tailandia | Tailandia  |
| 6 de septiembre  | Đà Nẵng | Bangladesh | Bandera de Bangladés | 1:0       | Kuwait               | Kuwait     |
| 8 de septiembre  | Đà Nẵng | Bangladés  | Bandera de Bangladés | 1:3       | Bandera de Omán      | Omán       |
| 8 de septiembre  | Đà Nẵng | Kuwait     | Bandera de Kuwait    | 1:3       | Bandera de Irán      | Irán       |
| 10 de septiembre | Đà Nẵng | Irán       | Bandera de Irán      | 4:0       | Bandera de Bangladés | Bangladés  |
| 10 de septiembre | Đà Nẵng | Omán       | Bandera de Omán      | 2:1       | Tailandia            | Tailandia  |
| 12 de septiembre | Đà Nẵng | Kuwait     | Bandera de Kuwait    | 3:5       | Bandera de Omán      | Omán       |
| 12 de septiembre | Đà Nẵng | Tailandia  | Tailandia            | 0:2       | Bandera de Bangladés | Bangladesh |

### Segunda fase

#### Semifinales
| Fecha            | Lugar   |       |                  | Resultado |                 |         |
| ---------------- | ------- | ----- | ---------------- | --------- | --------------- | ------- |
| 17 de septiembre | Đà Nẵng | Japón | Bandera de Japan | 2:3       | Bandera de Omán | Omán    |
| 15 de septiembre | Đà Nẵng | Irán  | Bandera de Irán  | 4:0       | Vietnam         | Vietnam |

#### Tercer lugar
| Fecha            | Lugar   |       |                  | Resultado |                    |         |
| ---------------- | ------- | ----- | ---------------- | --------- | ------------------ | ------- |
| 17 de septiembre | Đà Nẵng | Japón | Bandera de Japan | 4:2       | Bandera de Vietnam | Vietnam |

#### Final
| Fecha            | Lugar   |      |                 | Resultado |                 |      |
| ---------------- | ------- | ---- | --------------- | --------- | --------------- | ---- |
| 17 de septiembre | Đà Nẵng | Irán | Bandera de Irán | 0:1       | Bandera de Omán | Omán |

| Bandera de Omán |
| Campeón Omán    |
| Segundo título  |

## Clasificados
| Omán | Irán | Japón |
| ---- | ---- | ----- |